# Roagă-te pentru cei morți și ucide-i pe cei vii
Roagă-te pentru cei morți și ucide-i pe cei vii (în italiană Prega il Morto e Ammazza il Vivo) este un western spaghetti dramatic din 1971. Regizat de Giuseppe Vari⁠(d), îi are în rolurile principale pe Klaus Kinski și Dante Maggio⁠(d). La nivel internațional, a fost lansat sub diverse titluri: Pray to Kill and Return Alive, To Kill a Jackal și Renegade Gun. Scenariul lui Adriano Bolzoni⁠(d) este influențat de filmele americane noir-polițiste din anii 1930 și 1940, iar personajul interpretat de Kinski este modelat după cel al actorului Edward G. Robinson din Key Largo (1948).

## Rezumat
După jaful a 100.000 de dolari în lingouri de aur dintr-o bancă, Dan Hogan (Klaus Kinski) și banda sa se întâlnesc la stația de diligență din Jackal's Ranch, lângă granița mexicană, unde iubita lui Hogan, Eleanor (Victoria Zinny), urmează să transporte în taină aurul furat. În timp ce-și așteaptă captura, îl întâlnesc pe străinul John Webb (Paolo Casella); acesta le împușcă mortal ghidul și le dezvăluie că este dispus să-i ghideze spre Mexic dacă îi vor oferi jumătate din aurul obținut. Hogan este de acord și pleacă spre graniță cu oamenii legii pe urmele sale. Membrii bandei nu știu însă că Webb plănuiește să-i elimine pentru a-și răzbuna tatăl.

## Distribuție
- Klaus Kinski - Dan Hogan
- Paolo Casella - John Webb
- Dante Maggio⁠(d) - Jonathan
- Dino Strano - Reed
- Patrizia Adiutori - Santa
- Goffredo Unger - Skelton
- Aldo Barberito - Greene
- Victoria Zinny - Eleanor
- Anna Zinnemann - Daisy
- John Ely
- Anthony Rock
- Arena Fortunato⁠(d)
- Adriana Giuffrè⁠(d)
- Gianni Pulone

## Producție
Filmul a fost filmat concomitent cu The Last Traitor⁠(d) (Il tredicesimo è sempre Giuda), un alt western spaghetti regizat și scris de Vari și Bolzoni.

## Lansare
Lansat pentru prima dată în cinematografele italiene sub numele Prega il morto e ammazza il vivo la 31 august 1971, filmul a fost distribuit la nivel internațional sub diferite titluri. În Germania de Vest, a fost lansat ca Der Mörder des Klans. În Franța, a fost lansat la 24 mai 1972 sub numele Priez les morts, tuez les vivants. În Brazilia, a fost difuzat la televiziune sub numele Mata o Vivo E Reza Pelo Morto. Când a fost lansat pentru prima dată în Statele Unite, a fost intitulat Pray to Kill and Return Alive, iar titlul englez din versiunea internațională a fost Renegade Gun. Mai târziu, a fost lansat sub denumirile To Kill a Jackal și Shoot the Living and Pray for the Dead. A fost lansat în Finlanda ca Rukous kuolleiden puolesta, iar în Suedia a primit titlul Skjut de levande - bed för de döda. În Portugalia, a fost difuzat sub numele Reza Pelo Morto e Mata o Vivo.